# Willard (Missouri)
Willard – miasto w Stanach Zjednoczonych, w stanie Missouri, w hrabstwie Greene.

## Urodzeni
- Chappell Roan